# 1-Iodoctan
1-Iodoctan ist eine chemische Verbindung aus der Gruppe der aliphatischen, gesättigten Halogenkohlenwasserstoffe.

## Vorkommen
1-Iodoctan wurde in den flüchtigen Verbindungen von Kombu-Algen (Gattung Laminaria) identifiziert.

## Gewinnung und Darstellung
1-Iodoctan kann durch Reaktion von 1-Chloroctan mit Iod oder durch Reaktion von 1-Bromoctan mit Natriumiodid in Hexan bei 60 °C gewonnen werden.

## Eigenschaften
1-Iodoctan ist eine brennbare, schwer entzündbare, lichtempfindliche, farblose Flüssigkeit, die sehr schwer löslich in Wasser ist.

## Verwendung
1-Iodoctan wird zur Synthese anderer chemischer Verbindungen verwendet.

## Sicherheitshinweise
Die Dämpfe von 1-Iodoctan können mit Luft ein explosionsfähiges Gemisch (Flammpunkt 87 °C) bilden.